# Pertumbungen
Pertumbungen is een bestuurslaag in het regentschap Karo van de provincie Noord-Sumatra, Indonesië. Pertumbungen telt 385 inwoners (volkstelling 2010).